# Shannon (Name)
Shannon ist ein männlicher und weiblicher Vorname sowie Familienname.

## Herkunft und Bedeutung
Der vorwiegend im englischsprachigen Raum verbreitete Name Shannon geht auf den längsten und wasserreichsten Fluss Irlands, den Shannon, zurück. Neben seinem englischen Namen trägt dieser den irischen Namen An tSionainn oder auch An tSionna, von welchem sich der irische Vorname Sionainn ableitet, welcher als Vorläuferform des Namens Shannon angesehen werden kann. Ursprünglich als Jungenname gebräuchlich, wird der Vorname Shannon heute eher an Mädchen vergeben.

## Varianten
- Shannen, Shannyn, Shanon, Shannyo, Shanni

## Namensträger

### Weiblicher Vorname
- Shannen Doherty (1971–2024), US-amerikanische Schauspielerin
- Shannon Lucio (* 1980), US-amerikanische Schauspielerin
- Shannon Elizabeth (* 1973), US-amerikanische Schauspielerin
- Shannon Guess Richardson (* 1977), US-amerikanische Schauspielerin und Attentäterin
- Shannon Nobis (* 1972), US-amerikanische Skirennläuferin
- Shannon Tarbet (* 1991), britische Schauspielerin
- Shannon Tweed (* 1957), kanadische Schauspielerin und Fotomodell
- Shannon Woodward (* 1984), US-amerikanische Schauspielerin

### Zwischenname
- Brenda Shannon Greene (* 1958), US-amerikanische Sängerin

### Männlicher Vorname
- Shannon Briggs (* 1971), US-amerikanischer Boxer
- Shannon Dasthy (2003–2022), Luxemburger Boi
- Shannon Hoon (1967–1995), US-amerikanischer Musiker (Sänger, Gitarrist)
- Shannon Leto (* 1970), US-amerikanischer Schlagzeuger
- Shannon Moore (* 1979), US-amerikanischer Wrestler
- Shannon Brown (* 1985), US-amerikanischer Basketballspieler
- Shannon-Ogbani Abeda (* 1996), eritreisch-kanadischer Skirennläufer
- Shannon Sharpe (* 1968), US-amerikanischer Footballspieler
- Shannon Shorr (* 1985), US-amerikanischer Pokerspieler

### Familienname
- Claude Shannon (1916–2001), US-amerikanischer Mathematiker und Elektrotechniker
- Darrin Shannon (* 1969), kanadischer Eishockeyspieler
- Darryl Shannon (* 1968), kanadischer Eishockeyspieler
- Deirdre Shannon (* 1970), irische Sängerin
- Del Shannon (1934–1990), US-amerikanischer Rockmusiker und Songschreiber
- Edward C. Shannon (1870–1946), US-amerikanischer Politiker
- Emma Shannon (* 2006), US-amerikanische Kinderdarstellerin
- Frank Shannon (1874–1959), US-amerikanischer Schauspieler
- Harry Shannon (1890–1964), US-amerikanischer Schauspieler
- James A. Shannon (1904–1994), US-amerikanischer Mediziner und Regierungsbeamter
- James C. Shannon (1896–1980), US-amerikanischer Politiker
- James Jebusa Shannon (1862–1923), anglo-amerikanischer Maler
- James Michael Shannon (* 1952), US-amerikanischer Politiker
- James Patrick Shannon (1921–2003), US-amerikanischer katholischer Bischof von Saint Paul and Minneapolis
- Joe Shannon (1867–1943), US-amerikanischer Politiker
- Julia Shannon († 1854), amerikanische Fotografin
- June Shannon (* 1979), US-amerikanische Reality-TV-Darstellerin
- Karissa Shannon (* 1989), US-amerikanisches Model
- Kathleen Shannon (Regisseurin) (1935–1998), australische Regisseurin
- Kathleen Shannon (Radsportlerin) (* 1964), australische Radrennfahrerin
- Kim Shannon (* 1976), US-amerikanische Schauspielerin und Filmproduzentin
- Kristina Shannon (* 1989), US-amerikanisches Model
- Mark Shannon (1942–2018), italienischer Schauspieler und Pornodarsteller
- Mary Shannon, englische Tischtennisspielerin
- Michael Shannon (* 1974), US-amerikanischer Schauspieler
- Molly Shannon (* 1964), US-amerikanische Schauspielerin
- Patrick Shannon (* 1977), irischer Skeletonpilot
- Peggy Shannon (1907–1941), US-amerikanische Schauspielerin
- Peter Shannon (* 1949), australischer Diplomat
- Polly Shannon (* 1973), kanadische Schauspielerin
- Rachelle Shannon (* 1956), US-amerikanische Aktivistin
- Richard C. Shannon (1839–1920), US-amerikanischer Politiker und Diplomat
- Ryan Shannon (* 1983), US-amerikanischer Eishockeyspieler
- Samantha Shannon (* 1991), britische Schriftstellerin
- Sharon Shannon (* 1968), irische Folkmusikerin
- Terry Shannon (1928–2022), britischer Jazzpianist
- Thomas Shannon (Politiker) (1786–1843), US-amerikanischer Politiker
- Thomas Shannon (Theologe) (* 1940), US-amerikanischer Theologe und Autor
- Thomas A. Shannon (* 1958), US-amerikanischer Diplomat
- Thomas Bowles Shannon (1827–1897), US-amerikanischer Politiker
- Tom Shannon (* 1947), US-amerikanischer Künstler
- Vera Chan Shannon (* 1998), chinesische Dreispringerin (Hongkong)
- Vicellous Shannon (* 1971), US-amerikanischer Schauspieler
- W. Frank Shannon (* um 1935), schottischer Badmintonspieler
- Wilson Shannon (1803–1877), US-amerikanischer Politiker